# MIRACLE RUSH
「MIRACLE RUSH」是StylipS的第2張單曲。2012年5月16日由Lantis發售。

## 概要
與前作「STUDY×STUDY」相隔約3個月發售的作品，是2012年的第2張單曲。標題曲「MIRACLE RUSH」是電視動畫『咲-Saki-阿知賀編 episode of side-A』的主題曲。

## 收錄曲
（全作詞：こだまさおり）
1. MIRACLE RUSH [4:07]
作曲・編曲：山口朗彦
電視動畫『咲-Saki-阿知賀編 episode of side-A』主題曲
2. Honey Groove [3:43]
作曲・編曲：高田暁
3. 初恋EVOLUTION [4:44]
作曲・編曲：高田暁
4. MIRACLE RUSH（inst）
5. Honey Groove（inst）
6. 初恋EVOLUTION（inst）

DVD（初回限定盤）
1. MIRACLE RUSH（Music Clip）
2. MIRACLE RUSH（DANCE STYLE）
3. MAKING MIRACLE RUSH

## 外部連結
- Lantis介紹網頁
  - 初回限定盤 （页面存档备份，存于）
  - 通常盤 （页面存档备份，存于）